# Коллегия тициев
Коллегия тициев (титиев) (лат. Titii sodales, позже — Titienses, Sacerdotes Titiales Flaviales) — римская жреческая коллегия.
Согласно Тациту, коллегия тициев была утверждена Ромулом для сохранения сабинских священных учреждений и заведования культом царя Тита Татия; Варрон Реатинский приводит версию о создании самим Титом Татием коллегии жрецов, наблюдающих за полетом птиц. По Светонию, Октавиан Август восстановил некоторые давно забытые обряды, которые совершались тициями в прежние времена.
По объяснению Моммзена, у пригородной общины (трибы) сабинян или тициев некогда были свои особые жрецы-авгуры и свои порядки совершения ауспиций и инаугураций, которые решено было сохранить при слиянии общин. Со временем прежние отличительные черты деятельности тициев сгладились и sacra их потеряли своё значение, чем и объясняется бездействие этой коллегии в историческое время.